# كاسب (أرومية)
كاسب هي قرية في مقاطعة أرومية، إيران. يقدر عدد سكانها بـ 209 نسمة بحسب إحصاء 2016.